# Louidor Labissiere
Louidor Labissiere es un exfutbolista de Haití que jugó como delantero.

## Trayectoria
Jugó siete temporadas con el club Aigle Noir AC de la Ligue Haïtienne desde 1971.
En 1978, jugó en el extranjero con su último equipo antes de retirarse, que fue en el Ottawa Tigers de la Canadian National Soccer League. Hizo su debut el 2 de junio en un partido amistoso contra el Hibernian FC.

## Selección nacional
Hizo su debut con la selección de Haití el 2 de abril de 1976 contra República Dominicana. Anotó su primer gol contra las Antillas Neerlandesas en la clasificación para el Campeonato de la Concacaf de 1977 y en total apareció en ocho partidos.

### Participaciones en Campeonatos Concacaf
| Copa                                       | Sede   | Resultado  | Part. | Goles |
| ------------------------------------------ | ------ | ---------- | ----- | ----- |
| Campeonato de Naciones de la Concacaf 1977 | México | Subcampeón | 4     | 0     |